# تتسویا تاکادا
تتسویا تاکادا (انگلیسی: Tetsuya Takada؛ زادهٔ ۳۱ ژوئیهٔ ۱۹۶۹) بازیکن فوتبال اهل ژاپن است.